# 舊阿尼奧水道

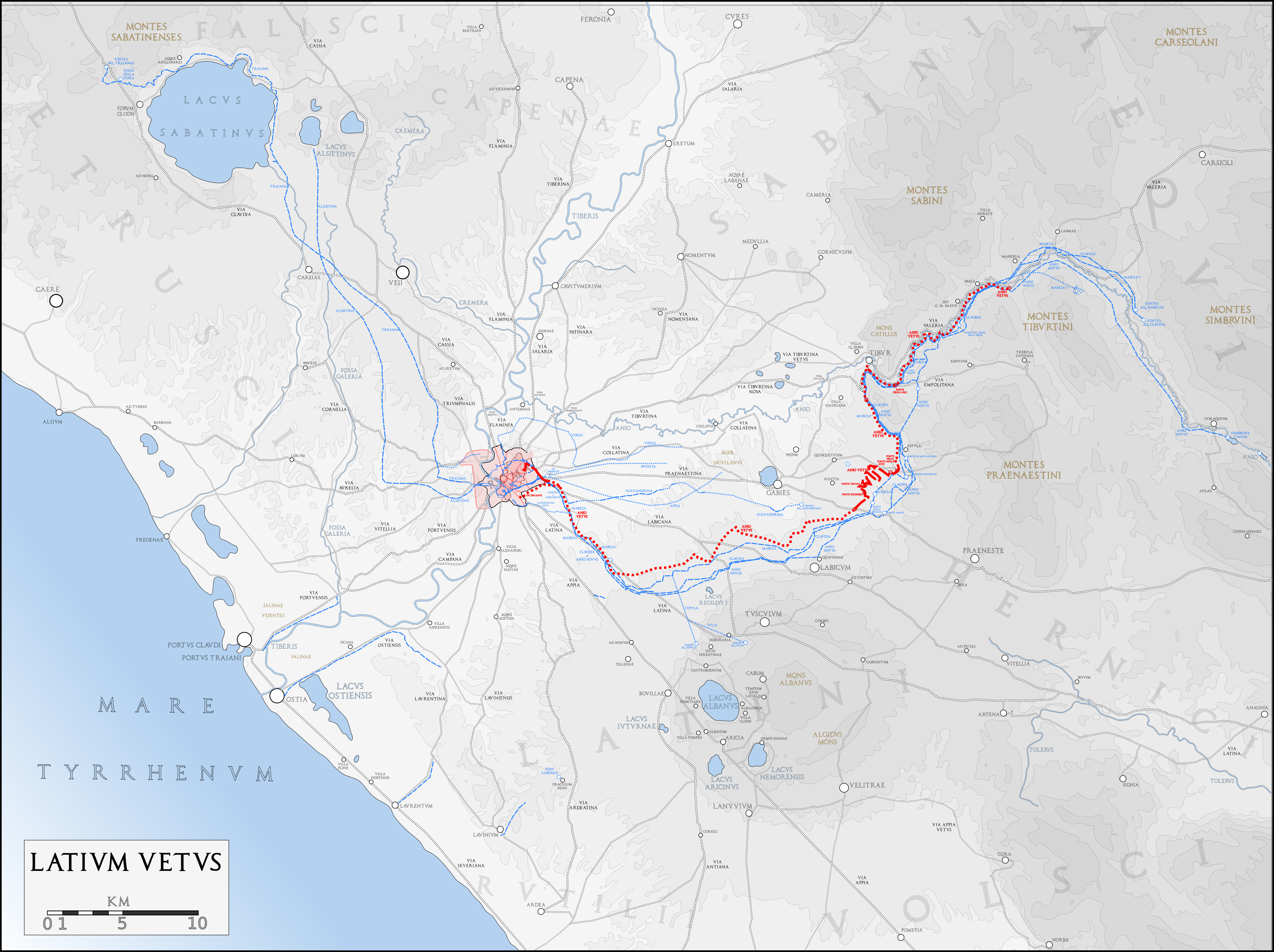
紅色路線是舊阿尼奧水道

舊阿尼奧水道（Aqua Anio Vetus）是古羅馬水道之一，也是所有古羅馬水道中歷史第二古老的，僅次於阿皮亞水道。舊阿尼奧水道由馬尼烏斯·庫里烏斯·登塔圖斯修建於西元前272年至269年。水源取自阿涅內河。由於水質欠佳，這一水道供水主要作為灌溉用水使用。

## 外部連結
维基共享资源上的相關多媒體資源：舊阿尼奧水道
- Lucentini, M. . Interlink. 31 December 2012  [2023-12-28]. ISBN 9781623710088. （原始内容存档于2024-03-16）.